# Lenox (Massachusetts)
Lenox – miasto w Stanach Zjednoczonych, w stanie Massachusetts, w hrabstwie Berkshire.